# Letheobia graueri
Espèce
Synonymes
- Typhlops graueri Sternfeld, 1912
- Typhlops leptosoma polli Laurent, 1956
- Rhinotyphlops graueri (Sternfeld, 1912)

Statut de conservation UICN

 LC  : Préoccupation mineure
Letheobia graueri est une espèce de serpents de la famille des Typhlopidae. 

## Répartition
Cette espèce se rencontre dans l'est de la République démocratique du Congo, au Rwanda, au Burundi, dans l'ouest de la Tanzanie et dans l'Ouest de l'Ouganda. Elle est présente entre 700 et 1 400 m d'altitude.

## Description
Letheobia graueri mesure jusqu'à 450 mm.

## Étymologie
Cette espèce est nommée en l'honneur de Rudolf Grauer (1870–1927).

## Publication originale
- Sternfeld, 1912 : IV. Zoologie II. Lfg. Reptilia in Schubotz, 1912 : Wissenschaftliche Ergebnisse der Deutschen Zentral-Afrika Expedition 1907-1908, unter Führung A. Friedrichs, Herzogs zu Mecklenburg. Klinkhard und Biermann, Leipzig, vol. 4, p. 197-279 (texte intégral).